# 升降桥
升降桥（英語：lift bridge），或称垂直升降桥（英語：vertical-lift bridge），是一种活动桥，其可活动桥段垂直上升，同时与桥面保持平行。
与浮桥和摇摆桥等其它类型活动桥相比，垂直升降桥有几个好处。一般来说，对于较长的可活动桥段，其建造成本较低。升降桥的配重只需与桥面的重量相等，与之相比，上開橋的配重必须达可活动桥段的数倍。因此，升降桥桥面可以使用更重的材料，故此类桥特别适合重型铁路。升降桥最大的缺点（与许多其他设计相比）是对通行船只的高度限制。

### 书目
- Leonardo Fernandez Troyano. . Thomas Telford Publishing. 2003. ISBN 978-0-7277-3215-6.